# Tatort: Der böse König
Der böse König ist ein Fernsehfilm aus der Krimireihe Tatort. Der vom SWR produzierte Beitrag wurde am 11. April 2021 im Ersten ausgestrahlt. In dieser 1163. Tatort-Folge ermittelt die Ludwigshafener Hauptkommissarin Lena Odenthal in ihrem 74., Johanna Stern in ihrem 15. Fall.

## Handlung
Die Leiche von Sandro Esposito, dem Pächter eines Ludwigshafener Spätkiosks, wird kurz nach 22 Uhr am Boden hinter der Kassentheke aufgefunden. Lena Odenthal und Johanna Stern ermitteln. Esposito wurde mit einem Baseball-Schläger am Kopf verletzt. Der Tod trat allerdings durch Erstickung ein, jemand hatte ihm Münzen im Wert von 73 Cent in die Luftröhre gedrückt.
Lena Odenthal untersucht den Wohnwagen, in dem Esposito gewohnt hatte. Er hatte den Kiosk erst kurz zuvor von Murat Korkmaz übernommen, wollte aber so bald wie möglich nach Neuseeland auswandern.
Johanna Stern befragt Anton „Antoine“ Maler, der sich mit einem anderen Kunden im Kiosk befand, als Esposito entdeckt wurde. Als ehemaliger Rettungssanitäter habe er den Halsschlagaderpuls geprüft, um festzustellen, ob der Kioskbesitzer noch lebte. Etwa um 22 Uhr sei er von seiner Ex-Freundin Caro Meinert gekommen, um etwas Bier zu kaufen. Da sie krank sei, müsse er sich intensiv um sie kümmern. In der Vernehmung versucht Maler, die Initiative zu übernehmen und mit Stern zu flirten.
Jannik Berg wurde nach dem Mord mit einem Baseballschläger in einem Irish Pub gesehen. Am nächsten Tag berichtet Korkmaz, ein Mann von Bergs Aussehen habe Espositos Wohnwagen durchsucht. Einer Festnahme widersetzt sich Berg erfolglos. In seiner Wohnung finden die Kommissarinnen Drogen, die er von Esposito erhalten hatte. Er gibt an, Maler vor 22 Uhr vor dem Kiosk gesehen zu haben, als Esposito bereits tot gewesen sei. Er habe dann den Baseballschläger an sich genommen, um Maler zu erpressen. Den Schläger habe er Maler vor die Haustür gestellt. Maler war früher Mitglied in Bergs Darts-Mannschaft, doch dieser hatte ihn hinausgeworfen, weil es wegen Malers arroganten Auftretens Streit gegeben hatte.
Maler verfolgt Johanna Stern bis zu ihr nach Hause und ruft sie von dort auf dem Handy an, um ein Treffen mit ihr zu vereinbaren. Die Handynummer habe er von Frau Keller erhalten. Diese ist am nächsten Morgen empört, als Stern ihr unterstellt, sie habe deren Handynummer weitergegeben. Die Kommissarinnen ermitteln, dass Maler am Tag des Mords bei einem Paketdienst entlassen worden war. Es hatte auch dort Streit gegeben, weil er sich in seiner arroganten Art als etwas Besseres aufführte. Stern vermutet, dass Maler von einer narzisstischen Störung betroffen ist.
Korkmaz gesteht, dass er den Trailer durchsucht hat, weil Esposito ihm 3000 Euro für Drogen geschuldet habe. Er habe am Abend mit Esposito im Kiosk darüber gestritten, ihn aber nicht getötet. Als er den Kiosk verließ, sei Maler hereingekommen.
In der Nacht erschlägt Maler mit einem Baseballschläger den Inhaber des Paketdienstes, als dieser sich nicht bei ihm entschuldigen will. Danach erwartet er Stern vor ihrem Haus und übergibt ihr den Schläger. Am Haus hat er ohne ihr Wissen eine Webcam angebracht. Maler bedroht Stern und Berg. Odenthal bringt Berg zu seinem Schutz über Nacht in eine Polizeizelle. Am Morgen muss er ins Krankenhaus gebracht werden, weil Maler ihn vergiftet hatte.
Auf dem Weg zu Caro Meinert warnt Odenthal sie telefonisch vor Maler, doch dieser ist schon bei ihr und überwacht das Telefonat. Er entführt seine Ex-Freundin und fährt mit ihr durch die Gegend, wobei er ihr Vorwürfe macht, ihn verraten zu haben. Bei einem Stopp kann Meinert entkommen und sich verstecken, bis Odenthal und Stern sie finden. Ihren Recherchen nach hatte Maler vor Monaten per Internet hochgiftige Pestizide gekauft und vermutlich seine Freundin damit in geringer Dosierung vergiftet, um sie von ihm abhängig zu halten. Auch die Vergiftung von Berg ist eindeutig auf dieses Pestizid zurückzuführen.
Die Kommissarinnen verhaften Maler im Haus von Johanna Stern, wo er deren Tochter in seine Gewalt gebracht hat. Im Verhör gesteht er, Esposito umgebracht zu haben, weil dieser ihn beleidigt hatte und eine Flasche Schnaps nicht um 73 Cent billiger verkaufen wollte, als er nicht mehr Geld bei sich hatte.

## Hintergrund
Der Film wurde vom 28. Juli 2020 bis zum 1. September 2020 in Ludwigshafen, Baden-Baden, Karlsruhe und Offenburg gedreht.

## Rezeption

### Kritiken
„Die Ermittlerin diagnostizieren die narzisstische Störung von Antoine gleich nach der ersten Begegnung und leiten das Publikum auf diese Weise sicher an allen pathologischen Zumutungen des Täters vorbei. […] Als Zuschauer würde man der verheerenden Macht des Narzissmus viel näher kommen, wenn man ihr wenigstens über einen Teil der Handlung erliegen dürfte. Tut man aber nicht, hier weiß man schon nach wenigen Minuten: Dieses Maß an Eigenliebe ist kriminell.“

„Irgendwie aber rumpelt dieser Tatort, bei dem der versierte Krimimacher Martin Eigler Buch und Regie verantwortet. Die Kommissarinnen ermitteln hemdsärmelig, der böse König manipuliert feingeistig - und so findet das Spiel der Charaktere nicht recht zueinander. […] Hat alles Hand und Fuß, kein Vorwurf, aber die vielen Denkschleifen bremsen den Erzählfluss. Spannend ist dieser Tatort trotzdem, gerade weil der Täter kein überraschender ist.“

### Einschaltquote
Die Erstausstrahlung von Der böse König am 11. April 2021 wurde in Deutschland von 9,37 Millionen Zuschauern gesehen und erreichte einen Marktanteil von 26,5 % für Das Erste.